# Studenec, Trebnje
Studenec je naselje v občini Trebnje.
Studenec je gručasta vasica severovzhodno od Trebnjega na terasi nad dolino Temenice. Valovit gričevnat svet se proti vzhodu spušča v mokrotno dolino z več izviri in travniki, njive pa se razprostirajo v Čemplovcih in Na hribu ter po okoliških položnih pobočjih. V najvišjih legah so mešani gozdovi Gorenjšček in Hrib, sredi vasi pa je izvir studenca, ki je bil v preteklosti vir pitne vode. Kraj so v 14. stoletju naselili nemški kolonisti in ga zaradi obilnih izvirov imenovali Brunndorf, ki se je skozi leta preoblikovalo v staro ljudsko ime Prudof.